# Rolf Osterwald

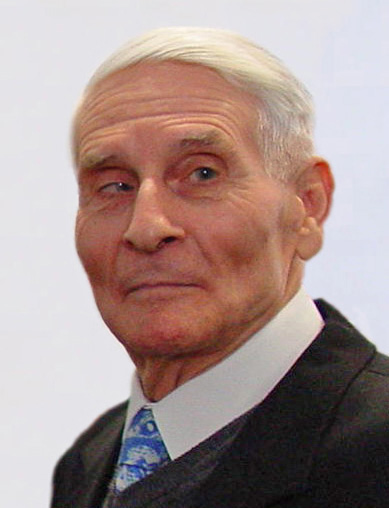
Rolf Osterwald (2003)

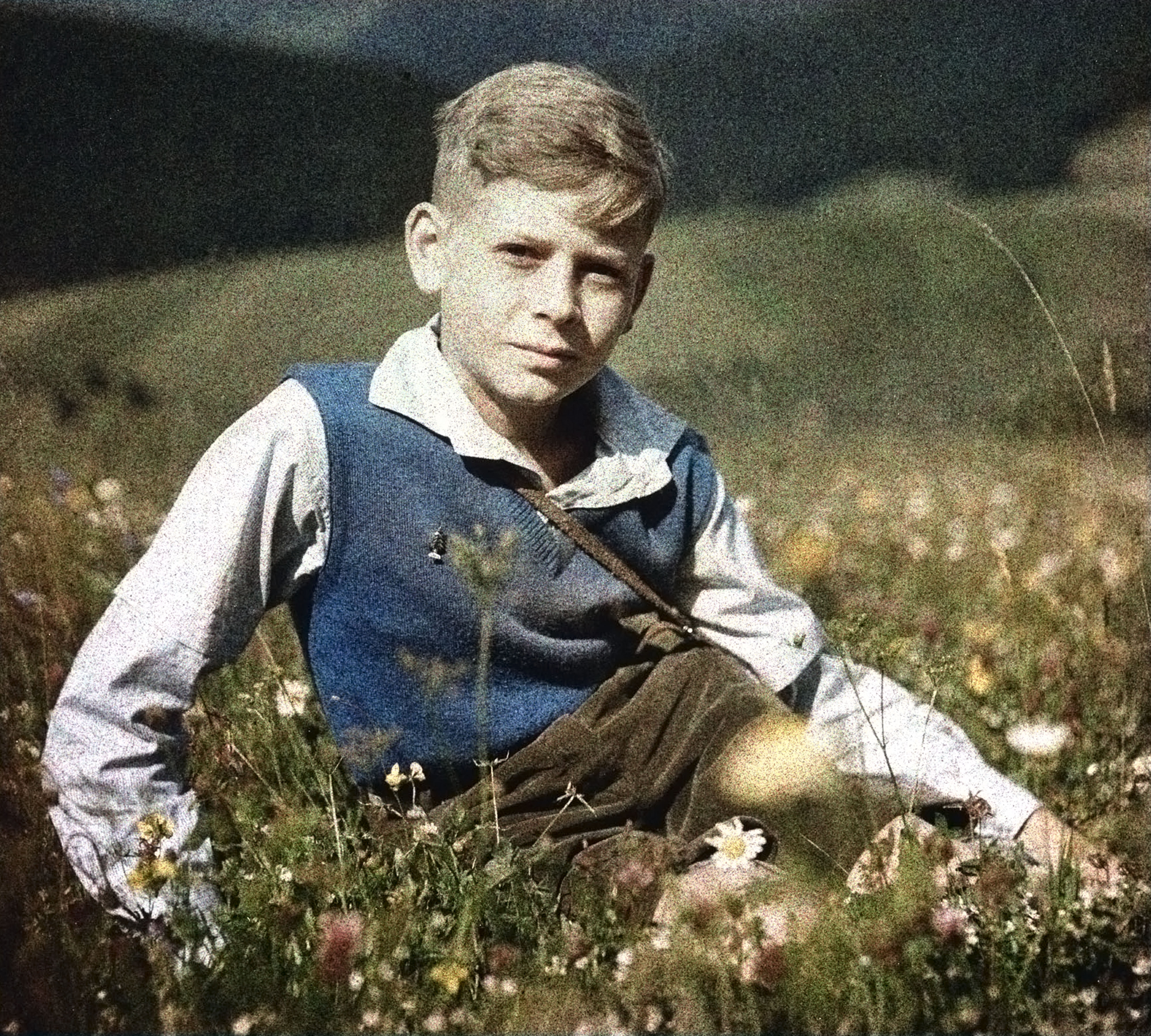
Rolf Osterwald (1934)

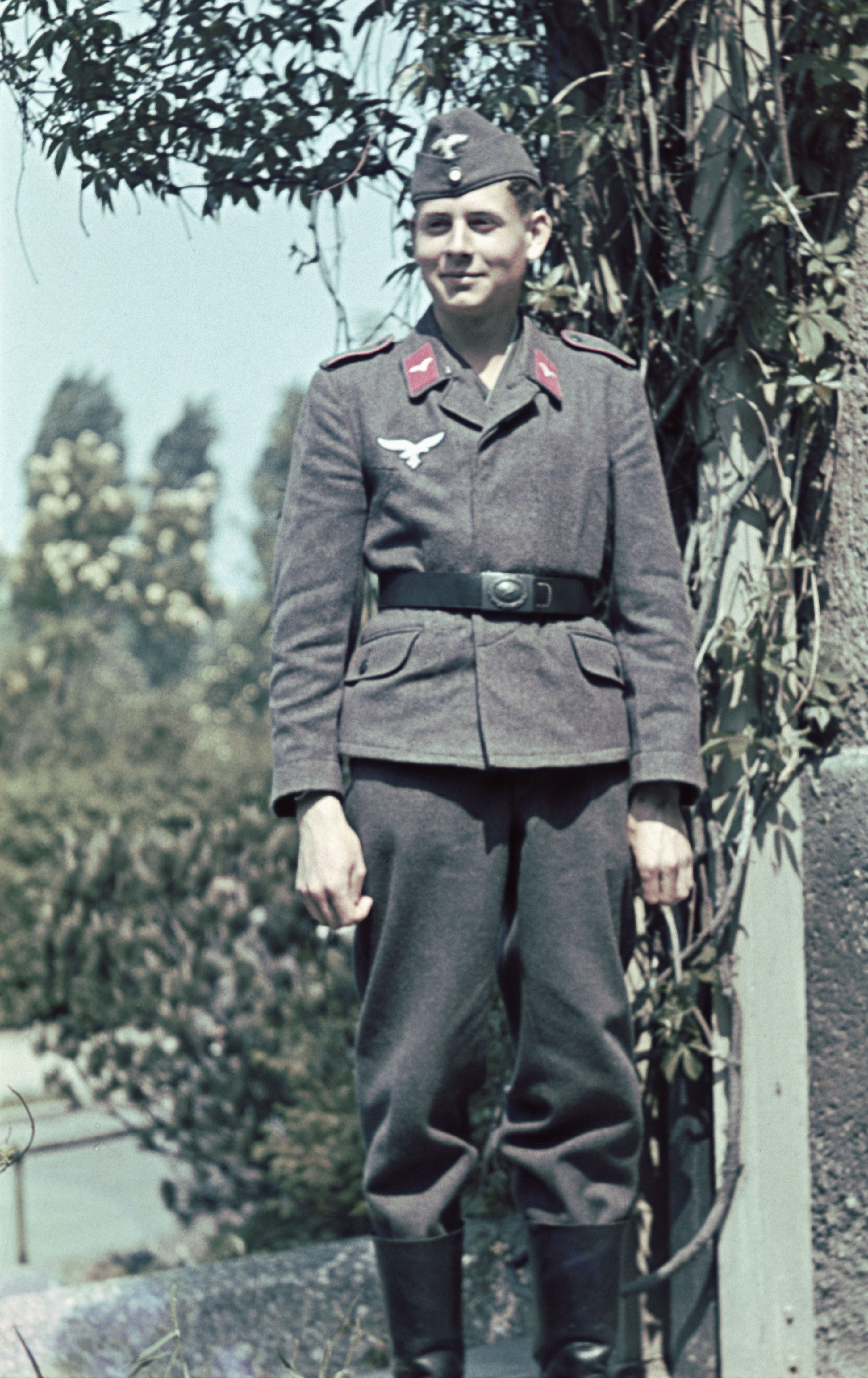
Rolf Osterwald (1941)

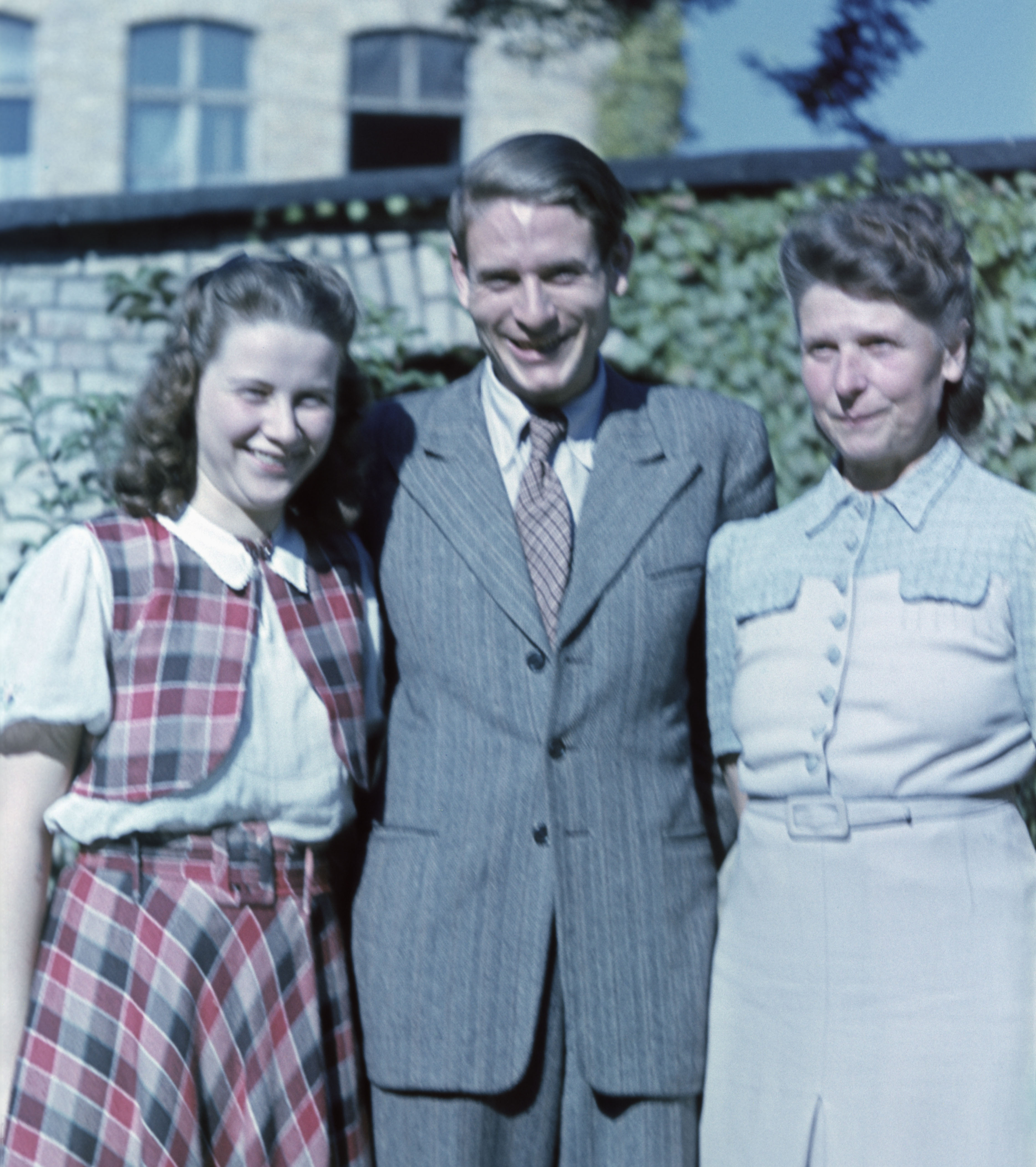
Rolf Osterwald mit seiner Mutter und seiner zukünftigen Ehefrau Friedel (1949)

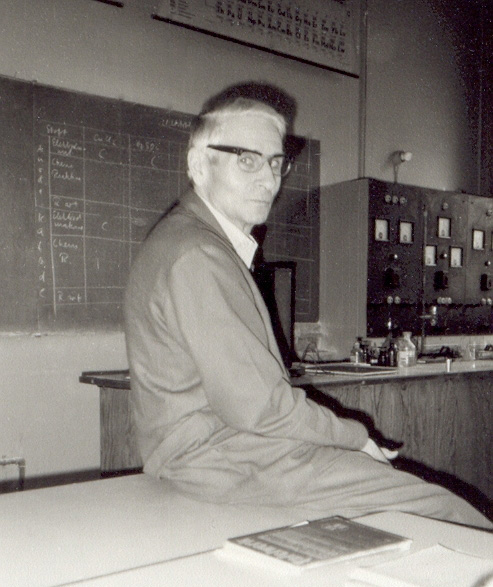
Rolf Osterwald (1980er Jahre)

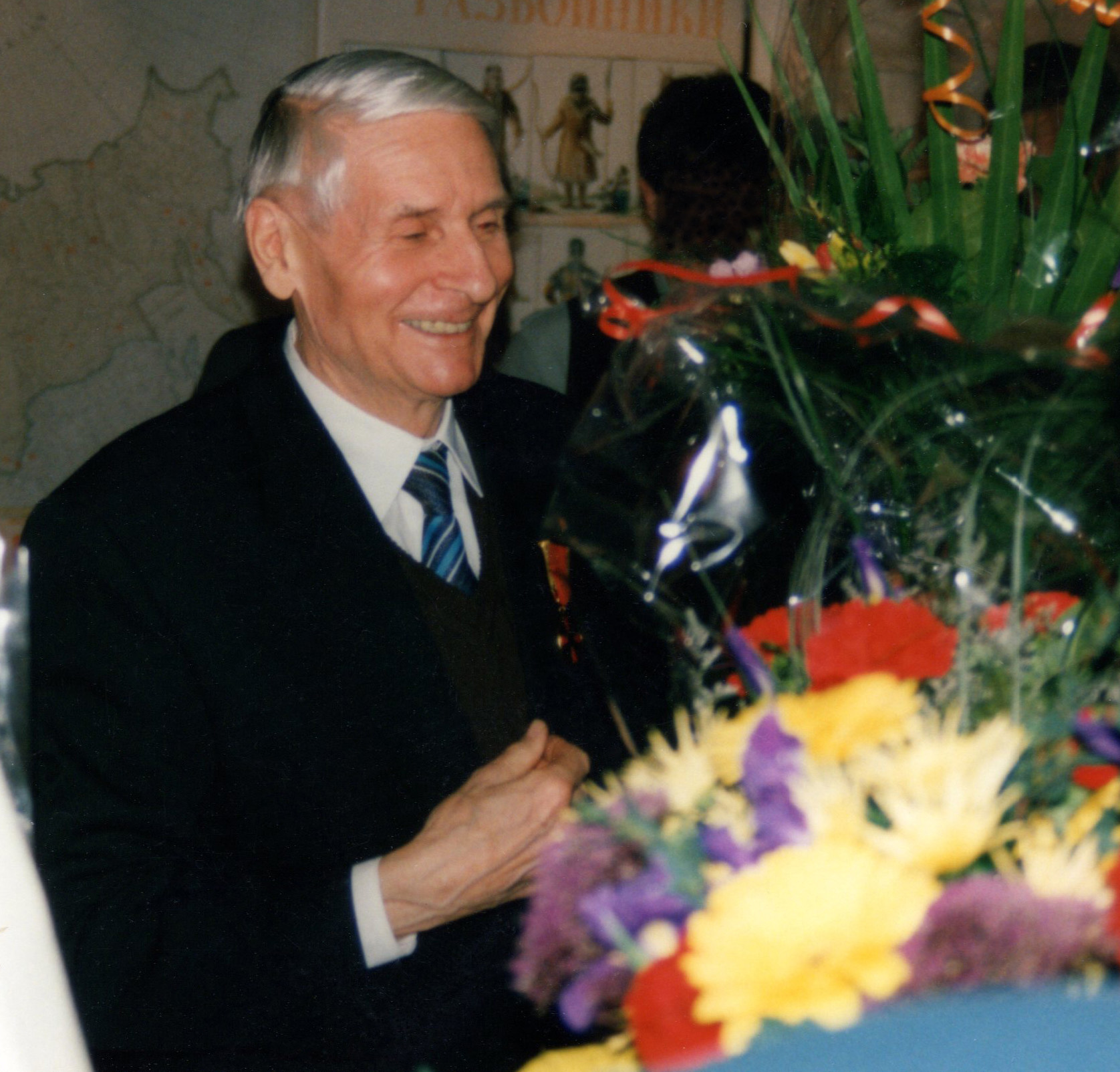
Verleihung des Bundesverdienstkreuzes

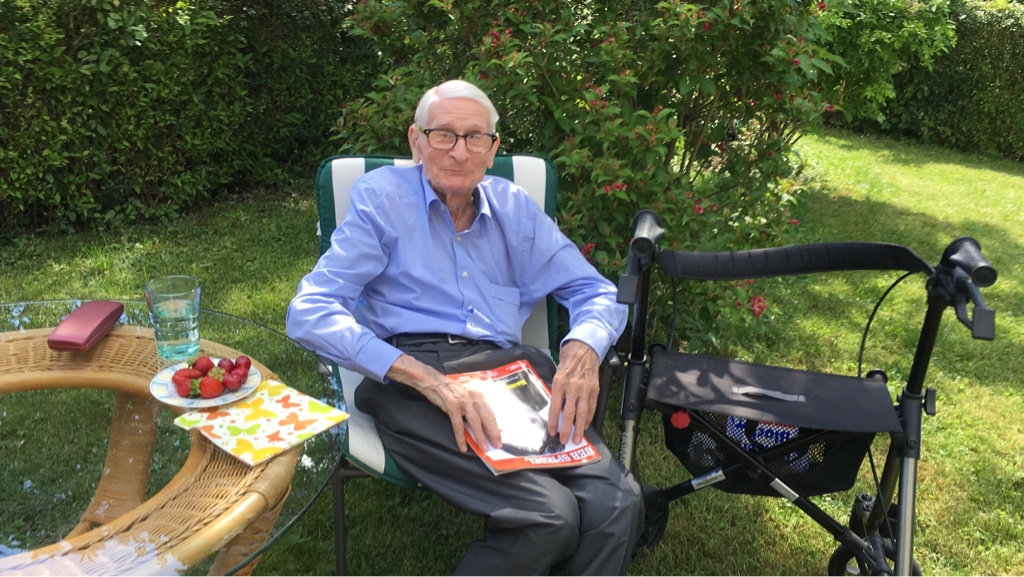
Rolf Osterwald (2019)

Hans Rolf Osterwald (* 25. März 1923 in Halle an der Saale; † 6. März 2020 ebenda) war ein deutscher Pädagoge, Chemiedidaktiker und Autor von Lehrbüchern. Von 1991 bis 2020 war er Mitherausgeber und Autor der Francke-Blätter, von 1992 bis 2004 zudem Geschäftsführer des Freundeskreises der Franckeschen Stiftungen e. V. in Halle.

## Leben und Wirken

### Jugend und Kriegsdienst
Rolf Osterwald war das einzige Kind des Pädagogen und Biologen Hans Osterwald und seiner Ehefrau, der Laborantin Gertrud, geb. Seidelbach (1897–1988). Er wurde geprägt von seinem antifaschistisch eingestellten Elternhaus und trat zunächst nicht in die Hitlerjugend ein, erst bei der Umwandlung zur Staatsjugend wurde er 1936 zwangsweise übernommen. Von 1929 bis 1933 besuchte er die Weingärtenschule (Volksschule), von 1933 bis 1941 die Oberrealschule in den Franckeschen Stiftungen/Mackensenschule in Halle und schloss die Schule mit dem Abitur ab.
Während des Zweiten Weltkriegs erfolgte 1941 seine Einberufung zur Flugabwehr nach Wittenberg. Nach der Flak-Ausbildung diente er ab 1942 in den Niederlanden, wurde einer Fallschirmjäger-Division zugeteilt und nach Südfrankreich in die Nähe der Pyrenäen sowie anschließend nach Sizilien verlegt. Nachdem er wegen einer Gelbsucht in einem Lazarett in Weiden behandelt worden war, wurde er wieder in Italien eingesetzt und machte den Rückzug bis südlich von Rom mit. Bei einer Verwundung Ende Mai 1944 erlitt er eine beidseitige Trommelfell-Perforation und kam in ein Lazarett in Perugia. Danach gelangte er per Eiltransport an die Ostfront: Memelgebiet, Ostpreußen, Bautzen, Dresden und Tschechoslowakei, zuletzt im Rang eines Unteroffiziers. Nach der deutschen Kapitulation erreichte er zu Fuß Merseburg und geriet dort im Mai 1945 in amerikanische Kriegsgefangenschaft, die er bis zu seiner Entlassung im Juni 1945 im Lager Helfta und in Naumburg verbrachte.

### Studium und Lehrtätigkeit
Bis zum Studium arbeitete Osterwald 1945/46 beim Rat der Stadt Halle im Statistischen Amt als Praktikant und half bei der Flüchtlingsverwaltung mit. Von 1946 bis 1950 studierte er an der Martin-Luther-Universität Halle-Wittenberg Chemie und nach zwei Jahren zusätzlich Pädagogik. Als Nebenfächer belegte er in Folge Mathematik, Physik und Geographie. Während des Studiums war er als Fakultätsrat tätig. Nach dem Abschluss seines Studiums für das Lehramt an Oberschulen im Jahr 1950 wirkte er an der Friedrich-Engels-Oberschule als Lehrer für Chemie und Geographie. Die Zweite Lehrerprüfung legte er 1952 ab.
Da die Friedrich-Engels-Schule ab dem Schuljahr 1955/56 in eine Kinder- und Jugendsportschule umgewandelt wurde, wechselte Osterwald 1955 zur August-Hermann-Francke-Oberschule. Mit seiner Dissertation „Über die Gestaltung der Schülerübungen im Chemieunterricht der Oberschule“ wurde er 1960 an der Philosophischen Fakultät der Martin-Luther-Universität im Fach Pädagogik promoviert.
In der DDR waren Chemiepraktika in den 10. und 12. Klassen Bestandteil der Ausbildung. Osterwald engagierte sich stark dafür, dass Schüler selbst experimentieren konnten; er baute dies systematisch aus und erarbeitete gedruckte Experimentieranleitungen.
Außerdem wirkte er im Rahmen der Fernstudentenbetreuung und von Volkshochschul-Lektionen. Hinzu kamen Experimentalveranstaltungen im Auftrag der Urania – Gesellschaft zur Verbreitung wissenschaftlicher Kenntnisse. Zusätzlich übernahm er einen Lehrauftrag für Chemie-Methodik der Martin-Luther-Universität Halle und bot für mehrere Semester die schulpraktischen Übungen mit Vorlesung an.
Osterwald hatte es in den 1950er-Jahren abgelehnt, mithilfe verwandtschaftlicher Beziehungen nach Hannover zu übersiedeln. In den 1960er-Jahren korrespondierte er mit Briefpartnern aus Kuba, Indonesien und Vietnam. Er war kein Parteimitglied. Obwohl er zu immer mehr Maßnahmen der Staatspartei im Widerspruch stand, erstreckte sich dies nicht auf die sozialistische Ordnung. Im Juni 1963 wurde er zum Studienrat ernannt, 1971 zum Oberstudienrat.
Nachdem sein Sohn 1976 gegen die Ausbürgerung von Wolf Biermann protestiert hatte, lehnte Osterwald eine von der Stasi gewünschte Kontaktaufnahme ab. Die Situation hatte das Potenzial, die Studienabsichten seiner Töchter zu behindern sowie zu einer Zerreißprobe für die Familie zu werden. Nachdem sein Sohn im Jahr 1986 aus politischen Gründen die DDR verlassen hatte, wurde Osterwald als Erzieher im Internat untragbar.

### Geschäftsführer des Freundeskreises der Franckeschen Stiftungen
Osterwald setzte nach Erreichen des Rentenalters 1988 seine berufliche Arbeit fort. Er war Geschäftsführer des Freundeskreises der Franckeschen Stiftungen e. V., der 1990 als gemeinnütziger Verein eingetragen wurde und engagierte sich für die Aufrechterhaltung der Franckeschen Stiftungen, insbesondere für den Erhalt der historischen Gebäude. Es gelang die Beschaffung erheblicher finanzieller Mittel für konkrete Projekte des Wiederaufbaus, die Wiederaufnahme der Mitteldeutschen Schülerwettkämpfe sowie die Wiederbelebung schulischer Traditionen wie der „Francke-Feiern“. Er war außerdem Mitinitiator einer seit 2005 stattfindenden Konzertreihe von Solistenabenden zur Förderung begabter Musikschüler des Landesgymnasiums Latina August Hermann Francke, die gemeinsam vom Freundeskreis der Franckeschen Stiftungen und vom Förderverein Instrumentalausbildung des Musikzweiges der Latina organisiert wird.

### Mitherausgeber und Autor derFrancke-Blätter
Osterwald war von 1991 bis 2020 Mitherausgeber und Autor des Publikationsorgans der Arbeitsgruppe ehemaliger Lehrer und Schüler der Stiftungen, das sich zunächst Blätter des Francke-Gymnasiums und später Francke-Blätter nannte. Durch die dreimal pro Jahr erscheinende Zeitschrift konnten viele Wissenslücken aus mehreren Jahrhunderten geschlossen werden und eine Fülle von Bildern und Dokumenten gelangte in die Archive. Die Artikel berichten über das vergangene und gegenwärtige Leben in den Stiftungen, enthalten Quellensammlungen zur Geschichte und gedenken der Lehrer und Direktoren.

### Weitere Tätigkeiten
Osterwald war Leiter der Arbeitsgruppe Chemie der Mitte der 1960er-Jahre in Ost-Berlin im Deutschen Pädagogischen Zentralinstitut gegründeten Abteilung „Programmierter Unterricht“. Die Lehrprogramme erbrachten nachweislich große Erfolge. 1967 trat er im DEFA-Dokumentarfilm Sieben Sätze über das Lernen auf, wo in sieben Sequenzen Möglichkeiten einer modernen Unterrichtsgestaltung gezeigt wurden, bei der die Selbsttätigkeit der Schüler angeregt wird – eine davon die Programmierung. Der Film wurde bei der 10. Internationalen Leipziger Dokumentar- und Kurzfilmwoche mit einer Silbernen Taube ausgezeichnet. Dem Kollektiv des Films wurde 1968 der Heinrich-Greif-Preis 1. Klasse verliehen. Da das Projekt „Programmierter Unterricht“ seinen Ursprung in den USA hatte, wurde es aus ideologischen Gründen durch die Bildungsministerin Margot Honecker abgebrochen.
Osterwald war außerdem Leiter des Fachs Chemie am Deutschen Pädagogischen Zentralinstitut, später an der daraus hervorgegangenen Akademie der Pädagogischen Wissenschaften der DDR in Ost-Berlin, bei der zentralen Erstellung der Abiturthemen für die schriftliche Prüfung, zeitweise auch die mündliche.
Zudem arbeitete er in den Kommissionen mit, die sich in Ost-Berlin mit den Lehrplänen befassten. Er war Mitglied der Kommission „Methodik des Chemieunterrichtes“ der Akademie der Pädagogischen Wissenschaften der DDR in Ost-Berlin. Ebenfalls war er Mitarbeiter in einem für die Erarbeitung von Lehrbüchern verantwortlichen Gremium des Verlags Volk und Wissen. Er erarbeitete Gutachten, Lehrbuchkapitel und Unterrichtshilfen.

### Letzte Lebensjahre und Tod
Auf eigenen Wunsch zog Osterwald Anfang 2020 ins Haus der Generationen in den Franckeschen Stiftungen um, nahm weiterhin an Konzerten der Musikschüler im Freylinghausen-Saal teil und konzipierte Artikel für die Francke-Blätter.
Am 6. März 2020 verstarb Rolf Osterwald. In einem der letzten Gespräche sagte er: „Ich weiß, dass ich nie weg sein werde, auch wenn ich nicht mehr da bin.“ Seine letzte Ruhestätte befindet sich auf dem Südfriedhof in Halle an der Saale im Grabfeld 5, Grab 69.

## Privates
Osterwald war ab 1950 mit der Buchhändlerin Friedel, geb. Bahnemann (1929–2012) verheiratet und hatte zwei Töchter und einen Sohn.

## Ehrungen
1996 wurde Osterwald die Verdienstmedaille der Bundesrepublik Deutschland verliehen – für sein Engagement bezüglich der Wiederherstellung der rechtlichen Eigenständigkeit der Franckeschen Stiftungen, die Erforschung und Weitergabe der Stiftungstraditionen sowie die Mitherausgabe der Francke-Blätter. Er wurde 1997 in das deutsche Personenlexikon „Wer ist wer?“ aufgenommen.

## Veröffentlichungen (Auswahl)
- Die Behandlung der Alkane im Chemieunterricht der 11. Klasse. In: Chemie in der Schule 1/54
- Katalyse. In: Chemie in der Schule 3/54
- Das Gegenstromverfahren in der chemischen Technik. In: Chemie in der Schule 1/56
- Schülerübungen im Chemieunterricht der 9. Klasse. In: Chemie in der Schule 2/56
- Zur Behandlung der Elektrolyse. In: Chemie in der Schule 1956
- Zur Durchführung von Schülerübungen. In: Chemie in der Schule 5/56
- Reaktionstypen. In: Chemie in der Schule 4/57
- Die Behandlung des Le Chatelier-Braunschen Prinzips im Unterricht der 10. Klasse der Oberschule. In: Chemie in der Schule 5/57
- Versuche mit Polyäthylen und Polystyrol. In: Chemie in der Schule 7/60
- Zur Behandlung des Benzols in der erweiterten Oberschule. In: Chemie in der Schule 4/61
- Zum Problem der schriftlichen Leistungskontrolle. In: Chemie in der Schule 8/61
- Zur Einführung in die organische Chemie. In: Chemie in der Schule 12/61
- Zur Behandlung der Hydrolyse. Chemie in der Schule 8/62
- Zur objektiven Bewertung von Schülerleistungen. In: Chemie in der Schule 3/62 und 12/62
- Schülerexperimente beim Stoffabschnitt Elektrochemische Vorgänge. In: Chemie in der Schule 12/63
- Erste Erfahrungen mit programmiertem Unterricht. In: Chemie in der Schule 8/64 und 9/64
- Zur Vorbereitung auf die Abschlußprüfung. In: Chemie in der Schule 2/65
- Behandlung der Alkane in der erweiterten Oberschule. In: Chemie in der Schule 3/66
- Zu einigen Problemen des programmierten Unterrichts. In: Chemie in der Schule 5/66
- Zur Tätigkeit der Forschungsgruppe "Programmierter Unterricht" Arbeitsgruppe Chemie. In: Chemie in der Schule 5/66
- Zum organischen Praktikum in der erweiterten Oberschule. In: Chemie in der Schule 7/63
- Experimente mit Mangan und Chrom in der erweiterten Oberschule. In: Chemie in der Schule 7/63
- Periodensystem der Elemente. Lehrprogramm 1966
- Das Le Chatelier-Braunsche Prinzip. Lehrprogramm 1967
- Der erweiterte Redoxbegriff. Lehrprogramm 1968
- Periodensystem der Elemente. Lehrprogramm 1969
- Halogene (VII. Hauptgruppe). Lehrprogramm 1969
- Zu einigen Problemen des programmierten Unterrichts im Fach Chemie. In: Chemie in der Schule 5/69
- Zur Arbeit mit dem programmierten Lehrmaterial "Periodensystem der Elemente". In: Chemie in der Schule 3/70
- Elemente der VII. Hauptgruppe. Lehrprogramm 1971
- Periodensystem der Elemente. Lehrprogramm und Lehrerbeiheft zum Lehrprogramm 1971
- Chemisches Gleichgewicht. Lehrprogramm 1973
- Einsatz von Hilfsmitteln in der mündlichen Reifeprüfung. In: Chemie in der Schule 2/72
- Zum Einsatz von Größengleichungen. In: Chemie in der Schule 6/73
- Entwicklung eines Materialverbandes zum Stoffgebiet "Systematisierung und Praktikum..." in Klasse 10. In: Chemie in der Schule 1973
- Behandlung der Hydrolyse in Klasse 12. In: Chemie in der Schule 8/75 und 9/75
- Variante zur Einführung in das Stoffgebiet "Chemisches Rechnen" Klasse 7. In: Chemie in der Schule 10/75
- Ermittlung der Strukturformel für das Glukosemolekül. In: Chemie in der Schule 4/75
- VI. Internationales Symposium: "Theoretische Erkenntnisse und praktische Erfahrungen zur Programmierung von Lehr und Lernprozessen im Fach Chemie. 1975
- Systematisierung und Praktikum zur chemischen Reaktion. Materialverband 1976
- Chemisches Gleichgewicht. Lehrprogramm und Lehrerbeiheft zum Lehrprogramm 1977
- Entwicklung und Einsatz eines Materialverbandes zum Stoffgebiet "Systematisierung und Praktikum..." Programmierung im Unterrichtsprozess 1977
- Lehrbuch Chemie 10. Klasse – Abschnitte 29 bis 43. Volk und Wissen Verlag Berlin 1985
- Unterrichtshilfe Chemie 10. Klasse – 4. Stoffgebiet. Volk und Wissen Verlag Berlin 1985
- Aufgabensammlung: Chemie Klasse 11 und 12. Volk und Wissen Verlag Berlin und Harri Deutsch Verlag Frankfurt/Main 1987, ISBN 978-3-06-032149-0